# 薩氏銀漢魚屬
薩氏銀漢魚屬為輻鰭魚綱銀漢魚目銀漢魚科的其中一屬。

## 分類
- 巨薩氏銀漢魚(Sashatherina giganteus)

## 扩展阅读
- 維基物種上的相關：薩氏銀漢魚屬